# Montory
Montory é uma comuna francesa na região administrativa da Nova Aquitânia, no departamento dos Pirenéus Atlânticos. Estende-se por uma área de 19,95 km². Em 2010 a comuna tinha 318 habitantes (densidade: 15,9 hab./km²).